# Літературна рольова гра
Словесна рольова гра — різновид рольових ігор з повною відсутністю матеріального компонента: гра відбувається виключно шляхом мовного взаємодії гравців, що описують дії своїх персонажів, і майстри, що описує реалії навколишнього світу і реакці. Може проводитися (відбуватися) в реальному житті і в інтернеті.
Текстові ігри можуть бути письмовими та усними.
Усна словесна рольова гра виглядає як фестиваль казкарів і трубадурів: учасники розповідають історію по черзі, відштовхуючись від того, хто які лінії оповіді і яких персонажів веде. Цей вид текстових ігор маловідомий і вимагає від учасників високого рівня концентрації і хорошої взаємодії.
Форумні текстові рольові ігри використовують, як ви вже здогадалися, інтернет-форуми. Сам процес гри є моделювання групою людей тій чи іншій ситуації. Кожен з гравців грає своїм персонажем.
Словесні рольові ігри можуть бути оригінальними або заснованими на будь-яких тайтла / фендомі. В останньому випадку рольова проходить з сюжетом, персонажами, подіями, які описуються в тому чи іншому аніме / книзі / серіалі / фільмі / мультику і т. д.
В іграх за вже існуючими тайтла / фандомами найбільше цінується вміння гравця вжитися в уже відомий образ і переконливо передати його (відіграти); в іграх-Оріджінале, що використовують оригінальні світи, сюжети і персонажів, персонажів вигадує і пропонує до відіграшу майстер або кожен гравець придумує собі персонажа сам. Сюжет гри в будь-якому випадку зазвичай пропонується майстром. В іграх за вже існуючими всесвітам це можуть бути відіграші сюжетів тайтла або варіацій, а також сюжети AU (alternative universe) — цим терміном позначають перенесення персонажів тайтла в інший час, інші обставини, а не тільки абсолютно «інший світ».
Словесна рольова гра — це популярне інтелектуальне розвага. Ігрова аудиторія текстових рольових ігор тісно перетинається з аудиторією читачів і авторів фанфиков.